# Tour Areva
Tour Areva (zuvor Tour Framatome und Tour Fiat) ist der Name eines 178 Meter hohen Wolkenkratzers im Hochhausviertel La Défense in Courbevoie westlich von Paris und der Hauptsitz des gleichnamigen französischen Nuklearkonzerns. Das Gebäude in der Form eines Quaders wurde 1974 eröffnet und war bis 1985 zur Eröffnung des Tour Total Coupole der höchste Wolkenkratzer in La Défense. Heute (Juni 2014) ist das Gebäude noch das Siebthöchste in La Défense. Der Büroturm verfügt über 44 oberirdische und zwei unterirdische Etagen.
Die komplett schwarze Fassade besteht aus dunklem Granit und getönten Fenstern. Es heißt, die Architekten ließen sich vom schwarzen Monolithen in Stanley Kubricks Film 2001: Odyssee im Weltraum inspirieren.
Ursprünglich sollten an Stelle des Büroturms Zwillingstürme gebaut werden, der Plan wurde nach der Ölkrise im Jahre 1974 aber verworfen.
Der Büroturm ist mit der Métrostation La Défense und dem Bahnhof La Défense an den öffentlichen Nahverkehr im Großraum Paris angebunden.